# Kapituła Najstarszych Miast i Miejscowości w Polsce
Kapituła Najstarszych Miast i Miejscowości w Polsce – polskie stowarzyszenie z siedzibą w Sieradzu, założone w 1997 roku. Celem organizacji jest współpraca miast, które powstały do XII wieku. Stowarzyszenie ma za zadanie m.in. upowszechnianie wiedzy o historii miejscowości członkowskich, współpracę w zakresie ochrony dóbr kultury, ekologii, ochrony środowiska, sportu i rekreacji.